# Малая Лёхта
Малая Лёхта — река в России, протекает в Лузском районе Кировской области. Левая составляющая реки Лёхта. Длина реки составляет 37 км.
Река вытекает из небольшого озера Лехотское, лежащее в лесном массиве в 7 км к юго-западу от посёлка Мирный и в 48 км к северо-востоку от города Луза. Исток находится на водоразделе бассейнов рек Юг и Вычегда, рядом берёт начало река Пыела. От истока Малая Лёхта течёт на северо-восток, затем поворачивает на юго-восток. В среднем течении протекает посёлок Мирный, прочее течение проходит по ненаселённой тайге. Притоки — Берёзовый Полог, Черёмушка (левые).
В урочище Лёхта-Лебеда сливается с рекой Лебеда, образуя реку Лёхта. Место слияния находится в 9 км к юго-западу от точки где сходятся Кировская, Архангельская области и Республика Коми. Ширина реки в нижнем течении около 5 метров.

## Данные водного реестра
По данным государственного водного реестра России и геоинформационной системы водохозяйственного районирования территории РФ, подготовленной Федеральным агентством водных ресурсов:
- Бассейновый округ — Двинско-Печорский
- Речной бассейн — Северная Двина
- Речной подбассейн — Малая Северная Двина
- Водохозяйственный участок — Юг
- Код водного объекта — 03020100212103000012730